# マーベルアニメーション
マーベルアニメーション（Marvel Animation, Inc.）は、2008年1月25日に設立されたアメリカのアニメ制作会社。マーベル・エンターテインメント（ウォルト・ディズニー・カンパニー）は新子会社の社長にエリック・ロールマンを任命した。この新子会社はライオンズゲートとニコロデオンと共にアニメーションを制作している。マーベル・スタジオの部門であるマーベル・テレビジョン（ウォルト・ディズニー・スタジオ）の下で運営されていたが、2019年12月にマーベル・テレビジョンがマーベル・スタジオと合併する形となった。

## 背景
マーベル・コミックス・グループは、1966年にグラントレイ・ローレンス・アニメーション製作のアンソロジー・シリーズ『マーベル スーパーヒーローズ』で初めてアニメーション分野に参入した。マーベルは1980年までにGrantray-Lawrence、ハンナ・バーベラ、デパティエ・フレレングと共に他のアニメシリーズに参加した。1980年、Cadence Industriesはマーベル・プロダクションを形成するデパティエ・フレレング・エンタープライズの他の部門を買収した。マーベル・プロダクションは1989年にニューワールド・ピクチャーズと合併し、1993年にはニューワールド・アニメーションとなった。マーベル・エンターテインメント・グループは社長のアヴィ・アラッドのもとで新部門のマーベル・フィルムの準備をした。マーベル・フィルムズ・アニメーションが設立され、1994年に単独で『スパイダーマン』を製作した。その後ニューワールド・アニメーションとサバン・エンターテイメントが参加し、最終的に製作を引き継いだ。1996年8月、マーベル・エンターテインメント・グループはマーベル・スタジオを設立した。

### 長編アニメーション
2004年、マーベル・コミックの新たな親法人であるマーベル・エンターテインメントは、子会社のマーベル・アニメーション・フィーチャーズのもとで8本のオリジナルビデオアニメ映画を共同製作するためにライオンズゲートと契約を結び、エリック・ロールマンが雇われた。

## 歴史
2008年1月、アニメーションやホーム・エンターテインメント市場に参加し、ライオンズゲートやニコロデオンで協力するためにマーベルアニメーションが設立された。2008年4月、マーベル・エンターテインメントはエリック・ロールマンを社長に任命した。2009年初頭、『The Super Hero Squad Show』の契約をShout! Factoryと結んだ。4月、Shout! Factoryと共同でマーベル・ナイツ・アニメーション・シリーズを製作することが発表された。2009年12月31日、ウォルト・ディズニー・カンパニーが40億ドルでマーベル・エンターテインメントを買収した。ディズニーは、現在の契約の期限が切れたら将来自分のスタジオとマーベルアニメーションのプロジェクトの分散を検討すると述べたが、ライオンズゲートやその他の製作会社との既存の契約に影響を与えないとを述べている。2010年6月、マーベル・スタジオは新部門マーベル・テレビジョンを設立し、マーベルアニメーションはその傘下となった。2010年7月、マッドハウスと共同製作による『マーベル・アニメ』の製作を発表した。各作品はそれぞれ12話構成で、日本ではアニマックス、アメリカ合衆国ではG4で放送された。

## 作品

### テレビシリーズ
日本国内においては、カートゥーンネットワーク、AXN、トゥーンディズニー、ディズニーXD、ディズニーチャンネルでマーベルアニメが放送されたことが確認できている。この他にも何局かあったが、2025年1月現在も確認できていない。
| シリーズ名                                                                                   | 初回                             | 最終回                                                            | 共同スタジオ                                      | ネットワーク                                                                                     | 話数 |
| -------------------------------------------------------------------------------------------- | -------------------------------- | ----------------------------------------------------------------- | ------------------------------------------------- | ------------------------------------------------------------------------------------------------ | ---- |
| ウルヴァリン・アンド・ジ・X-メン Wolverine and the X-Men                                     | 2009年1月29日                    | 2009年11月29日                                                    | Kickstart Productions Toonz Entertainment         | ニックトゥーン                                                                                   | 26   |
| アイアンマン ザ・アドベンチャーズ Iron Man: Armored Adventures                               | 2009年4月24日 2009年11月8日      | 2012年7月3日 2012年7月25日 2013年9月7日                           | Luxanimation                                      | ニックトゥーン                                                                                   | 52   |
| スーパー・ヒーロー・ギャング The Super Hero Squad Show                                       | 2009年9月14日                    | 2011年10月14日                                                    | フィルム・ローマン                                | The Hub カートゥーン ネットワーク（初回） Disney+                                                | 52   |
| アベンジャーズ 地球最強のヒーロー The Avengers: Earth's Mightiest Heroes!                    | 2010年10月20日 2011年7月18日     | 2012年6月28日 2012年11月11日 2011年12月5日（シーズン1で打ち切り） | フィルム・ロマン                                  | ディズニーXD                                                                                     | 52   |
| アルティメット・スパイダーマン Ultimate Spider-Man                                           | 2012年4月1日 2012年7月1日        | 2017年1月7日 2016年9月27日                                        | フィルム・ロマン マン・オブ・アクション・スタジオ | ディズニーXD テレビ東京（シーズン3以降）                                                         | 104  |
| アベンジャーズ・アッセンブル Avengers Assemble                                               | 2013年5月26日 2015年6月26日      | 2019年2月24日 2020年10月3日                                       | マン・オブ・アクション・スタジオ                  | ディズニーXD テレビ東京（シーズン2）                                                             | 126  |
| ハルク: スマッシュ・ヒーローズ Hulk and the Agents of S.M.A.S.H.                             | 2013年8月11日 2014年5月25日      | 2015年6月28日 2016年11月20日                                      |                                                   | ディズニーXD                                                                                     | 52   |
| ディスク・ウォーズ:アベンジャーズ Marvel Disk Wars: The Avengers                             | 2014年4月2日                     | 2015年3月25日                                                     | ウォルト・ディズニー・ジャパン 東映アニメーション | テレビ東京 ディズニーXD                                                                          | 51   |
| マーベル ガーディアンズ・オブ・ギャラクシー Guardians of the Galaxy                          | 2015年9月5日 2016年2月13日       | 2019年6月9日 2019年10月27日                                       |                                                   | ディズニーXD                                                                                     | 77   |
| マーベル ロケットとグルート Rocket & Groot shorts                                            | 2017年3月27日 2017年9月2日       | 2017年5月1日 2017年12月2日                                        |                                                   | ディズニーXD                                                                                     | 12   |
| マーベル アントマン Ant-Man shorts                                                           | 2017年6月10日 2017年10月23日     | 2017年6月11日 2017年11月27日                                      |                                                   | ディズニーXD                                                                                     | 6    |
| マーベル スパイダーマン Spider-Man                                                           | 2017年8月19日 2017年7月22日      | 2020年10月25日 2022年4月24日                                      |                                                   | ディズニーXD Dlife ディズニーXD（シーズン2まで） Disney+ ディズニー・チャンネル（シーズン3以降） | 57   |
| マーベル フューチャー・アベンジャーズ Marvel Future Avengers                                 | 2017年7月22日                    | 2018年10月22日                                                    | ウォルト・ディズニー・ジャパン マッドハウス       | Dlife ディズニーXD                                                                               | 39   |
| マーベル おしえて！スパイダーマン Marvel Super Hero Adventures shorts                        | 2017年10月13日 2018年5月7日      | 2019年9月6日 2019年11月15日                                       |                                                   | ディズニージュニア Disney+ ディズニーXD ディズニー・チャンネル                                   | 30   |
| マーベル ライジング：始動 Marvel Rising: Initiation (shorts)                                 | 2018年8月13日 2019年4月8日       | 2018年8月13日 2019年4月13日                                       |                                                   | ディズニーXD                                                                                     | 6    |
| マーベル ライジング：シークレット・ウォリアーズ Marvel Rising: Secret Warriors               | 2018年9月30日 2019年4月28日      | 2018年9月30日 2019年4月28日                                       |                                                   | ディズニーXD ディズニー・チャンネル ディズニーXD ディズニー・チャンネル Disney+                  |      |
| マーベル ライジング：ゴースト・チェイス Marvel Rising: Chasing Ghosts                        | 2019年1月16日 2019年9月22日&28日 | 2019年1月16日 2019年9月22日&28日                                  |                                                   | Marvel HQ YouTube ディズニー・チャンネル ディズニーXD Disney+                                    |      |
| マーベル ライジング： アイアンハート Marvel Rising: Heart of Iron                            | 2019年4月3日 2020年2月9日        | 2019年4月3日 2020年2月9日                                         |                                                   | Marvel HQ YouTube Disney+ ディズニー・チャンネル ディズニーXD                                    |      |
| マーベル ライジング：バンドバトル Marvel Rising: Battle of the Bands                         | 2019年8月28日 2020年4月4日       | 2019年8月28日 2020年4月4日                                        |                                                   | Marvel HQ YouTube Disney+ ディズニー・チャンネル ディズニーXD                                    |      |
| マーベル ライジング：シュリのミッション Marvel Rising: Operation Shuei                       | 2019年10月11日 2020年6月13日     | 2019年10月11日 2020年6月13日                                      |                                                   | Marvel HQ YouTube Disney+ ディズニー・チャンネル ディズニーXD                                    |      |
| マーベル ライジング：プレイ・ウィズ・ファイア Marvel Rising: Playing with Fire               | 2019年12月18日 2020年8月31日     | 2019年12月18日 2020年8月31日                                      |                                                   | Marvel HQ YouTube Disney+ ディズニー・チャンネル ディズニーXD                                    |      |
| Marvel Rising: Young Storytellers shorts                                                     | 2019年2月8日 2021年              | 2019年3月18日 2021年                                              |                                                   | Marvel HQ YouTube Disney+ ディズニー・チャンネル                                                 | 7    |
| Marvel Rising: Ultimate Comics shorts                                                        | 2019年2月20日 2021年             | 2019年3月27日 2021年                                              |                                                   | Marvel HQ YouTube Disney+ ディズニー・チャンネル                                                 | 6    |
| マーベル バトルワールド：サノス・ストーンの謎 Marvel Battleworld: Mystery of the Thanostones | 2020年6月17日 2020年11月8日      | 2020年6月22日 2020年12月13日                                      |                                                   | Marvel HQ YouTube Disney+ ディズニーXD                                                           | 6    |
| Moon Girl and Devil Dinosaur                                                                 | 2021年                           |                                                                   |                                                   | ディズニー・チャンネル                                                                           |      |
| 企画中                                                                                       |                                  |                                                                   |                                                   |                                                                                                  |      |

#### マーベル・アニメ
| シリーズ名             | 初回                        | スタジオ     | ネットワーク    | 話数 |
| ---------------------- | --------------------------- | ------------ | --------------- | ---- |
| アイアンマン Iron Man  | 2010年10月1日 2011年7月29日 | マッドハウス | アニマックス G4 | 12   |
| ウルヴァリン Wolverine | 2011年1月7日 2011年7月29日  | マッドハウス | アニマックス G4 | 12   |
| エックスメン X-Men     | 2011年4月1日 2011年10月21日 | マッドハウス | アニマックス G4 | 12   |
| ブレイド Blade         | 2011年7月1日 2012年1月13日  | マッドハウス | アニマックス G4 | 12   |

- アイアンマン： ライズ・オブ・テクノヴォア（2013年）
- アベンジャーズ コンフィデンシャル: ブラック・ウィドウ & パニッシャー（2014年）

### マーベル・アニメイテッド・ユニバース
マーベル・アニメイテッド・ユニバース（Marvel Animated Features）作品のすべては、マーベルとライオンズゲートの子会社であるMLGプロダクションズにより製作され、ライオンズゲートよりオリジナルビデオとして発売された。マーベルとライオンズゲートは8本分の契約を結んでおり、2011年までにそのすべてが発売された。
| 年   | 作品名                                                                              | #  | 米国売上    | 米国販売数 | 出典   |
| ---- | ----------------------------------------------------------------------------------- | -- | ----------- | ---------- | ------ |
| 2006 | アルティメット・アベンジャーズ Ultimate Avengers                                    | #1 | $6,713,941  | 554,913    | [ 36 ] |
| 2006 | アルティメット・アベンジャーズ2: ブラック・パンサー・ライジング Ultimate Avengers 2 | #2 | $7,866,932  | 587,730    | [ 37 ] |
| 2007 | アイアンマン: 鋼の戦士 The Invincible Iron Man                                      | #3 | $5,255,593  | 420,016    | [ 38 ] |
| 2007 | ドクター・ストレンジ: 魔法大戦 Doctor Strange: The Sorcerer Supreme                 | #4 | $3,930,566  | 258,462    | [ 39 ] |
| 2008 | ネクスト・アベンジャーズ: 未来のヒーローたち Next Avengers: Heroes of Tomorrow      | #5 | $3,765,837  | 304,243    | [ 40 ] |
| 2009 | ウルヴァリンVSハルク Hulk Vs                                                        | #6 | $7,523,162  | 509,206    | [ 41 ] |
| 2010 | 超人ハルク: サカールの預言 Planet Hulk                                              | #7 | $5,579,067  | 404,614    | [ 42 ] |
| 2011 | 勇者ソー 〜アスガルドの伝説〜 Thor: Tales of Asgard                                 | #8 | $2,300,286  | 159,875    | [ 43 ] |
| 合計 | 合計                                                                                |    | $42,935,384 | 3,199,059  |        |

### マーベル・ナイツ・アニメーション
マーベル・ナイツ・アニメーションは、様々な漫画家によって作成されたハイブリッド・コミック・アニメーション・シリーズである。iTunesのデジタル配信とShout! FactoryからのDVD発売がされている。
| シリーズ                          | 初回                                                                             | 話数                 | DVD/Blu-ray発売日                             |
| --------------------------------- | -------------------------------------------------------------------------------- | -------------------- | --------------------------------------------- |
| Spider-Woman: Agent of S.W.O.R.D. | 2009年8月19日（iTunes）                                                          | 5                    | 2011年6月14日（DVD） 2011年8月2日（Blu-ray）  |
| Astonishing X-Men: Gifted         | 2009年10月27日（iTunes）                                                         | 6                    | 2010年9月28日（DVD）                          |
| Iron Man: Extremis                | 2010年4月16日（iTunes）                                                          | 6                    | 2010年11月30日（DVD） 2011年8月2日（Blu-ray） |
| Black Panther                     | 2010年1月16日（テレビ放送） 2010年6月23日（iTunes） 2011年11月15日（テレビ放送） | 6（オリジナル） 12週 | 2011年1月18日（DVD）                          |
| Thor / Loki: Blood Brothers       | 2011年3月14日（iTunes）                                                          | 4                    | 2011年9月13日（DVD）                          |
| Astonishing X-Men: Dangerous      | 2012年4月10日（DVD）                                                             |                      | 2012年4月10日（DVD）                          |
| Astonishing X-Men: Torn           | 2012年8月14日（DVD）                                                             |                      | 2012年8月14日（DVD）                          |